# 寮步镇
寮步鎮，位於中国广东省東莞市中部下辖的一个镇，毗鄰市區，依伴在松山湖高新技术产业开发区旁。面積達87.5平方公里，是著名的IT和出口強鎮。2019年中国百强乡镇第22名。鎮人民政府駐勤政路1號。
寮步歷史悠久，始建於唐朝貞觀年間，至今已有一千三百多年歷史。早在明清時期，享負盛名的「莞香」集散於此，並有「香市」之稱，與廣州花市、廉州珠市、羅浮藥市被譽為「廣東四大名市」。

## 城市化
寮步鎮在城市規劃方面也做得不錯，隨著東莞市中心向東发展。

## 工業方面
東莞國際汽車城設於此，共有九十多家車行在此登記，進行銷售活動。寮步鎮在工業方面亦發展迅速，引進了很多高科技企業，如韓國三星和香港偉易達。
目前全鎮有外資企業五百多家，並組成了以電子、電腦、電器為主的產業族群，是東莞市三大電腦資訊產品生產鎮之一。未來，中國移動通信和星城電子數碼廣場等多個重點工程項目會於這裡啟動。

## 行政区划
寮步镇下辖以下地区：
寮步社区、塘边社区、岭厦社区、新旧围社区、横坑社区、牛杨社区、泉塘社区、坑口社区、缪边社区、良平社区、西溪村、凫山村、石步村、良边村、富竹山村、塘唇村、向西村、下岭贝村、霞边村、竹园村、上屯村、石龙坑村、浮竹山村、上底村、刘屋巷村、药勒村、陈家埔村、小坑村、长坑村和井巷村。

## 人口
根據東莞市第七次全国人口普查公報顯示，截至2020年11月1日零時，寮步鎮常住人口為513090人。

## 名人
- 石堆，已故前香港警察探長。
- 石鑑輝，前香港警察探長石堆的第三子，有「香港麻雀館大王」的稱號。
- 劉福，香港警界人物，曾任九龍區總華探長、全港總華探長。
- 韓森，香港警察前總華探長，四大探長之一。
- 劉建中，香港足球運動員，司職守門員。
- 劉榮駒，聯公樂創始人。

## 名勝
2013年8月，西溪村被评为第二批中国传统村落。